# Ikarus 260
Der Ikarus 260 war ein Omnibustyp der 200er Serie des ungarischen Busherstellers Ikarus. Er wurde von 1971 bis 2002 in Budapest produziert.

## Entwicklungsgeschichte
1969 wurde eine Nullserie des Typs 242 produziert. Konzeptionell und äußerlich entsprachen die Fahrzeuge bereits weitgehend dem späteren Typ 260, jedoch mit dem Unterschied, dass der Unterflurmotor im Heck angeordnet war. Dies hatte eine niedrigere Bodenhöhe zufolge als beim Typ 260. Dennoch kam es nicht zur Serienproduktion. 1970 wurde ein solches Fahrzeug in die DDR für einen Dauertest eingeführt. Geplant waren zwei- und dreitürige Ausführungen sowie der Typ 240 mit weniger Sitzplätzen.

## Technik
Der Dieselmotor war unterflur zwischen den Achsen angeordnet. Der Bus wurde im Laufe der Zeit neben der üblichen Motorisierung mit einem Sechs-Zylinder-Dieselmotor von Rába auch mit anderen Motoren von Cummins, DAF oder MAN, auch mit Aufladung, angeboten. In den Varianten für die DDR kam der wassergekühlte MAN-Rába-Sechs-Zylinder-Motor D 2156 HM6U mit 10.350 cm3 und 192 PS (141 kW) zum Einsatz. Als Getriebe wurde standardmäßig ein hydromechanisches Getriebe von Voith eingesetzt, optional auch ein mechanisches Getriebe von ZF. Mit dem Rába-Motor erreichte der Bus eine Höchstgeschwindigkeit von 66 km/h.
Wie der Ikarus 250 bekam der Bus Starrachsen, die Luftfederung und Teleskop-Stoßdämpfer besaßen. Bei einem Leergewicht von 7,0 t betrug das zulässige Gesamtgewicht 10,2 t. Die pneumatische Bremse wirkte auf alle Räder und wurde durch eine Federspeicher-Feststellbremse und eine Motorbremse ergänzt. Auch bei diesem Bus wurde eine Servolenkung eingesetzt.
Auf die Bodengruppe wurde ein selbsttragender Aufbau gesetzt. Das Design entsprach bis auf Details dem des Ikarus 250. Als Türen kamen zwei bzw. drei vierflügelige, elektropneumatisch, vom Fahrerplatz aus bediente Falttüren zum Einsatz. Später wurde der Bus auch mit zweiflügeligen Innenschwenktüren geliefert. Als Stadtbus bot der Ikarus 260 23 Sitz- und 75 Stehplätze.
Der Unterflurmotor zwischen den Achsen ermöglichte auch die Ausführung als Gelenkbus, der in großen Stückzahlen als Großraumbus Ikarus 280 für den Stadt- und Regionalverkehr geliefert wurde.

## Der Ikarus 260 in Deutschland

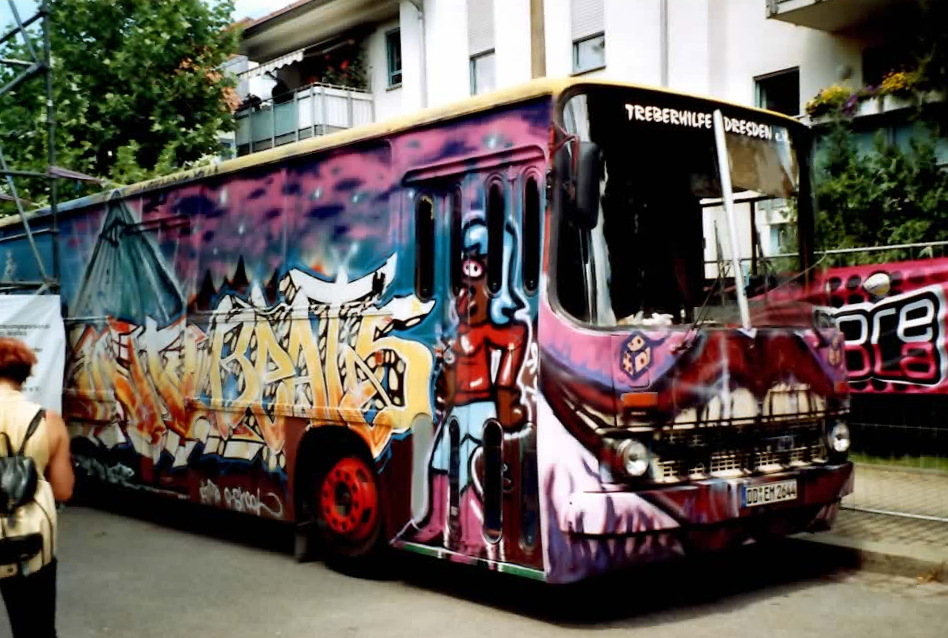
Ein von der Treberhilfe Dresden e. V. nachgenutzter Ikarus 260 (Dresden, 2005).

Die Lieferungen in die DDR im Rahmen des RGW-Abkommens begannen 1971. Im September 1988 waren in der DDR 1910 Fahrzeuge des Ikarus 260 im Einsatz.
Nach 1990 erfolgte die Ausmusterung des Ikarus 260 bei den Verkehrsbetrieben vergleichsweise frühzeitig, sodass sie schneller als der Gelenkbus 280 aus dem Straßenbild verschwanden. Vereinzelt wurden die Busse von Vereinen nachgenutzt.

## Varianten

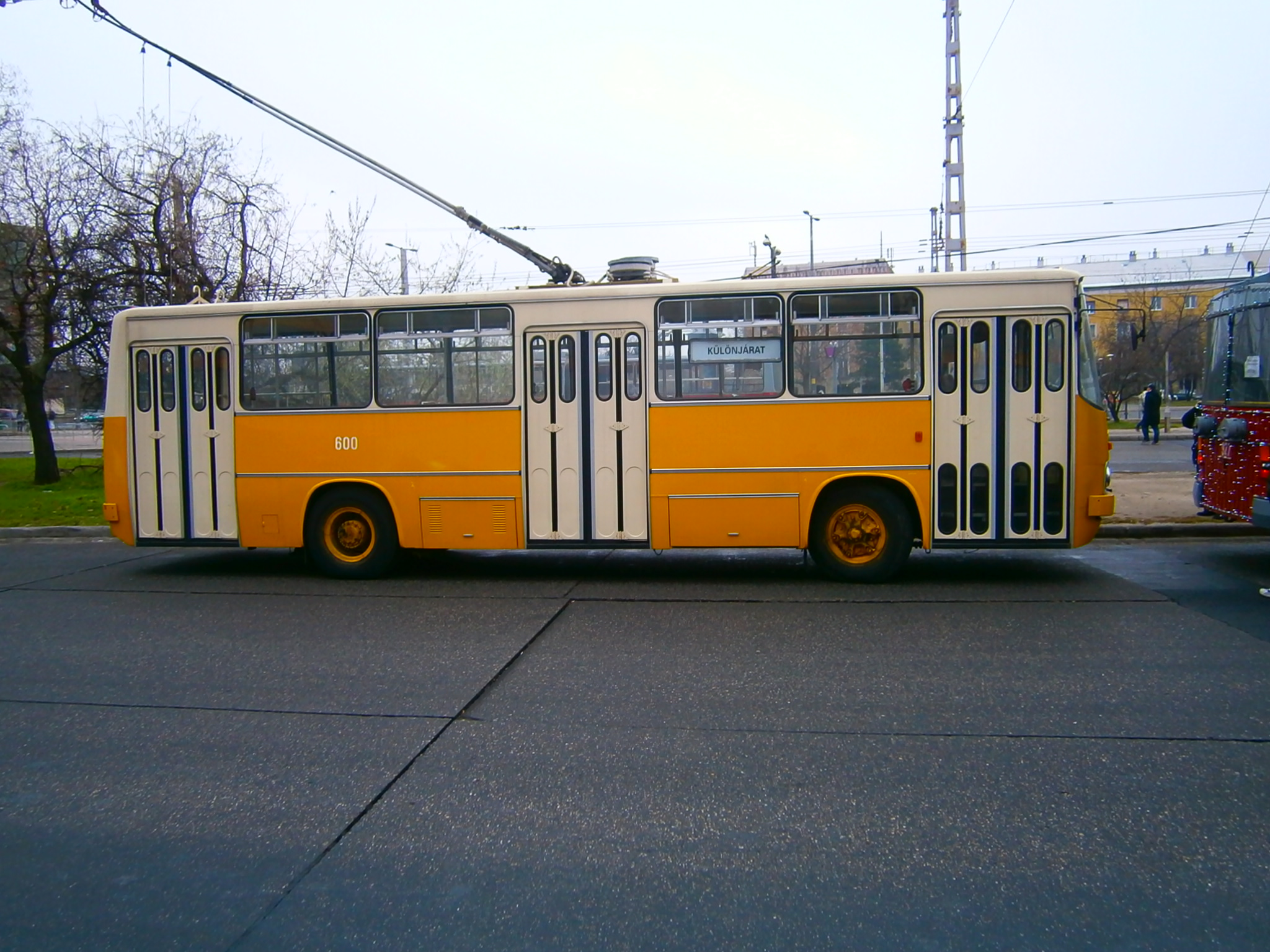
Museal erhaltener 260T

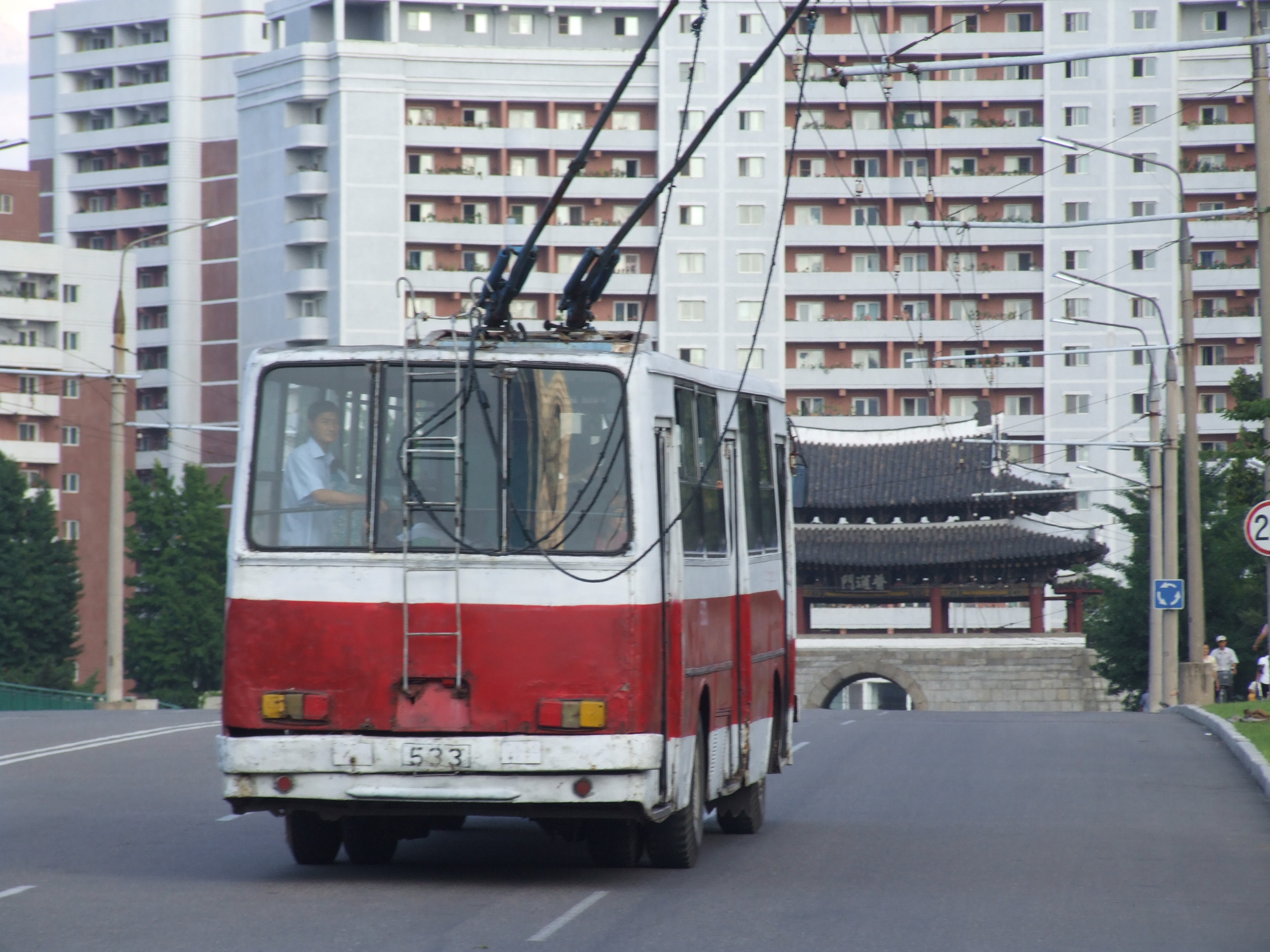
Ein zum Oberleitungsbus umgebauter Ikarus 260 in Pjöngjang

Ferner wurde unter der Bezeichnung 260T auch eine Oberleitungsbus-Variante angeboten, die jedoch über die Herstellung zweier Prototypen nicht hinauskam. Der erste ging 1974 an den Oberleitungsbus Budapest, erhielt die Nummer 600 und blieb als Museumswagen erhalten. Der zweite gelangte 1986 zum Oberleitungsbus Weimar, wo er unter der Nummer 8012 in den Bestand eingereiht wurde und bis 1992 kurz vor der 1993 erfolgten Einstellung des dortigen Netzes in Betrieb war. 1992 wurde er wieder an den Oberleitungsbus Budapest abgegeben. Ferner bauten die Verkehrsbetriebe der nordkoreanischen Hauptstadt Pjöngjang einige Ikarus-260-Dieselbusse zu Oberleitungsbussen um.
Ein Bus des Typs 260 wurde 1994 für den Einsatz im Bahnbetrieb umgebaut und 1995 als Prototyp eines Schienenbusses auf der Bahnstrecke Székesfehérvár–Pusztaszabolcs getestet. Die Versuchsfahrten liefen jedoch nicht erfolgreich, weshalb er kurz darauf wieder in einen Stadtlinienbus zurückgebaut wurde.